# Campora San Giovanni
Campora San Giovanni är en liten stad och frazione med cirka 7 000 invånare i kommunen Amantea, Kalabrien, södra Italien. Staden är belägen i provinsen Cosenza och ligger vid Tyrrenska havet. Staden har spridit sig till en sluttning där odlas vin och oliver. Därifrån kan man se till vulkanen Stromboli. Stadens största näringar är jordbruk och turism. Ett av stadens få historiska monument är ett stort torn från 1300-talet. 